# Dionizije Švagelj
Dionizije Švagelj, (Vinkovci, 15. rujna 1923. – Vinkovci, 16. studenog 1985.) bio je hrvatski pjesnik, književnik i znanstveni djelatnik.

## Životopis
Pučku školu završio je 1933., a Vinkovačku gimnaziju 1941. Studirao je za vrijeme Drugog svjetskog rata na Filozofskom fakultetu u Zagrebu narodnu književnost i jezik, diplomirao je 1946. Zapošljava se na Vinkovačkoj gimnaziji iste godine kao profesor hrvatskog jezika, a radi i na Saveznoj poljoprivredno-tehničkoj školi u Vinkovcima. Nakon 1950-ih obavlja različite pedagoške i druge značajne društvene funkcije u bivšem kotaru Vinkovci, prosvjetni je inspektor, savjetnik, kustos i direktor Muzeja, profesor na Višoj pedagoškoj akademiji u Osijeku i Slavonskom Brodu (odjel Vinkovci), aktivan je član brojnih kulturnih, stručnih i znanstvenih društava Slavonije i Baranje.
Istovremeno piše književne tekstove i pjesme tako da 1967. postaje članom Društva književnika Hrvatske. Godine 1969. JAZU osniva Centar znanstveno-istražvačkog rada u Vinkovcima i imenuje Dionizija Švagelja za direktora.
Šetalište uz rijeku Bosut je u njegovu čast imenovano „Šetalištem Dionizija Švagelja“.

## Izabrana bibliografija
- „Da li je Vinkovački rukopis Reljkovićeva Satira autograf M.A.Reljkovića“ (1953.)
- „Krajišnik – prvi vinkovački tjednik“ (1956.)
- „Doprinos Slavonaca pravopisu“ (1957.)
- „Vinkovci“ (1965.)
- „Biobibliographia Slavonica“ (1967.)
- „Veliki slikar Slavonije. Domcu“ (1985.)